# Dichromia fascifera
Dichromia fascifera är en fjärilsart som beskrevs av Holland. Dichromia fascifera ingår i släktet Dichromia och familjen nattflyn. Inga underarter finns listade i Catalogue of Life.